# 喇嘛垭乡
喇嘛垭乡，是中华人民共和国四川省甘孜藏族自治州理塘县曾经下辖的一个乡。2020年6月17日，四川省人民政府批准撤销理塘县喇嘛垭乡、章纳乡，设立格聂镇。

## 行政区划
2020年撤销前，喇嘛垭乡下辖以下地区：
银达村、门子村、格青村、下则通村、俄多村、日戈村、巴溪村、仁达村、依拉克村和然日卡巴村。